# Anisodes impavida
Anisodes impavida är en fjärilsart som beskrevs av Louis Beethoven Prout 1938. Anisodes impavida ingår i släktet Anisodes och familjen mätare. Inga underarter finns listade i Catalogue of Life.